# Onycodes traumataria
Onycodes traumataria là một loài bướm đêm thuộc họ Geometridae. Nó được tìm thấy ở Úc, bao gồm New South Wales và Tasmania.

## Hình ảnh

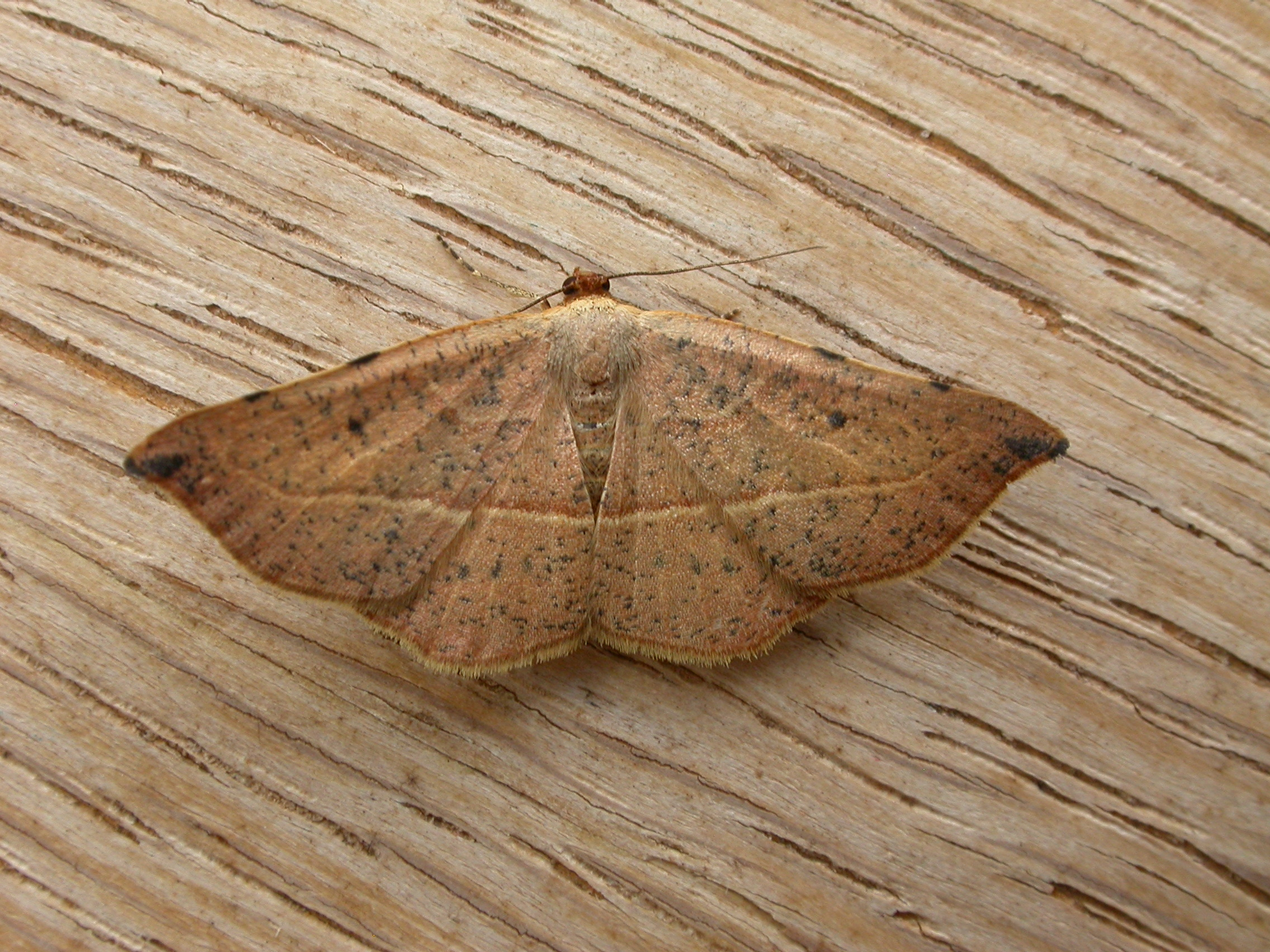
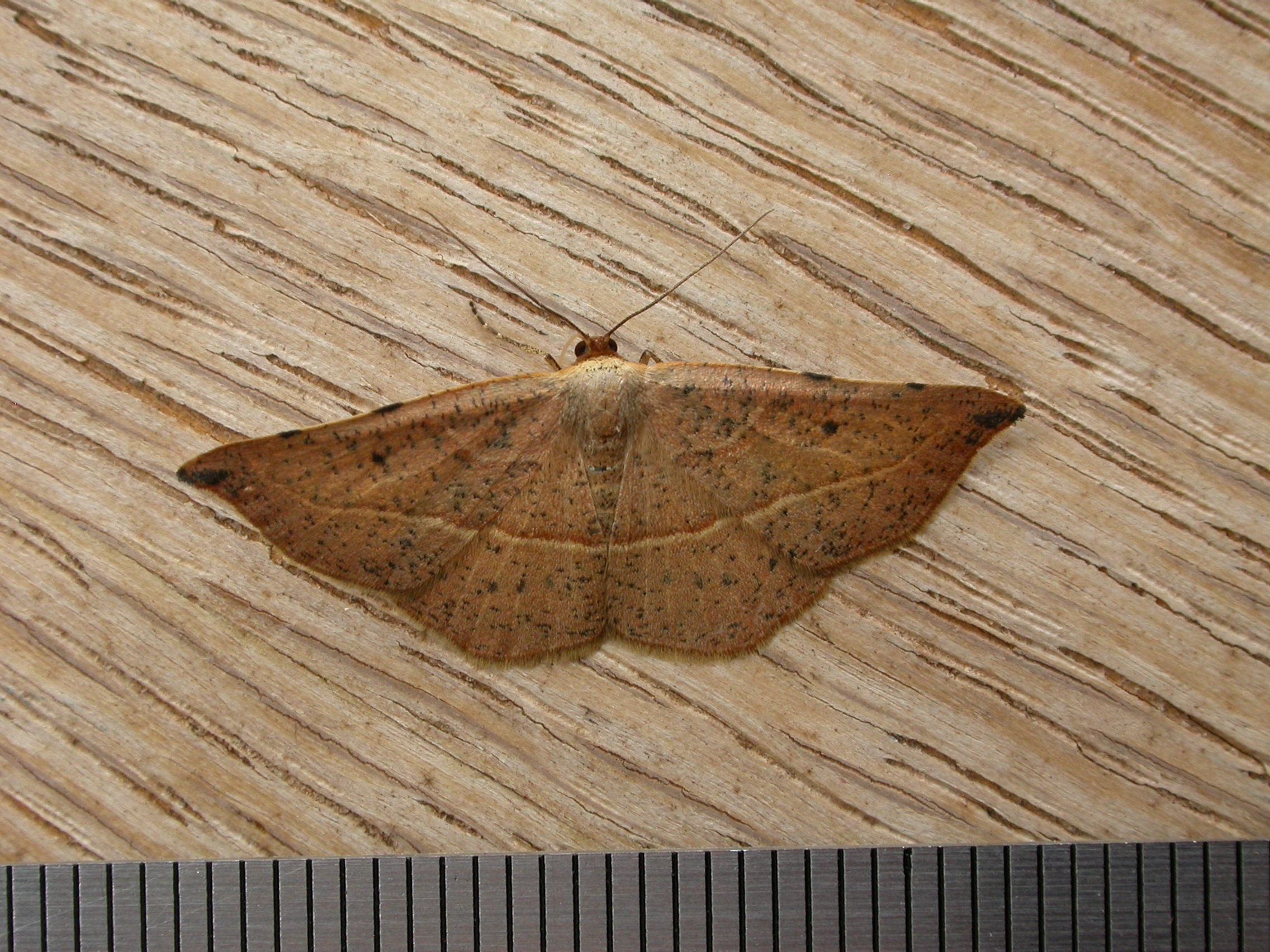
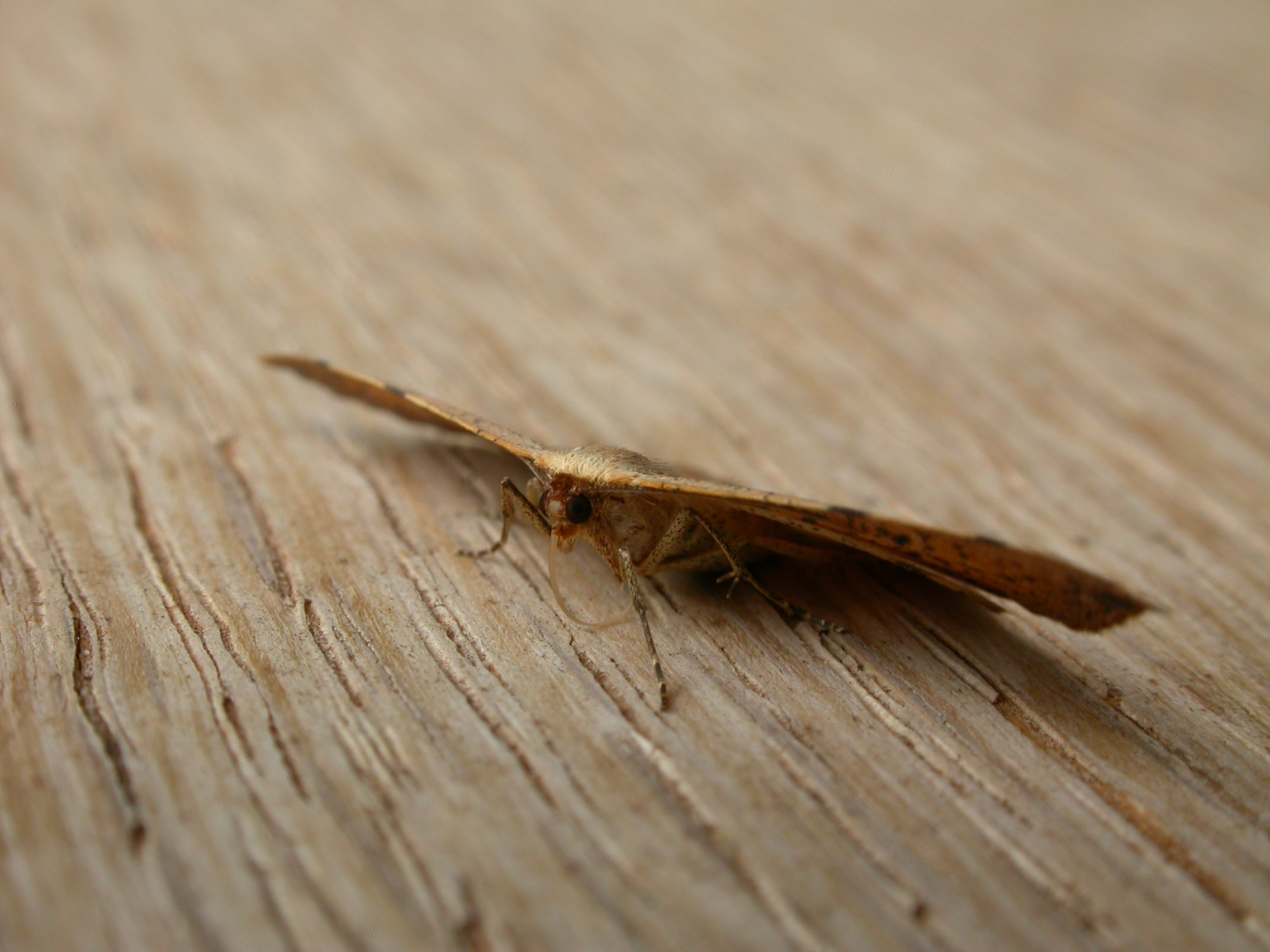
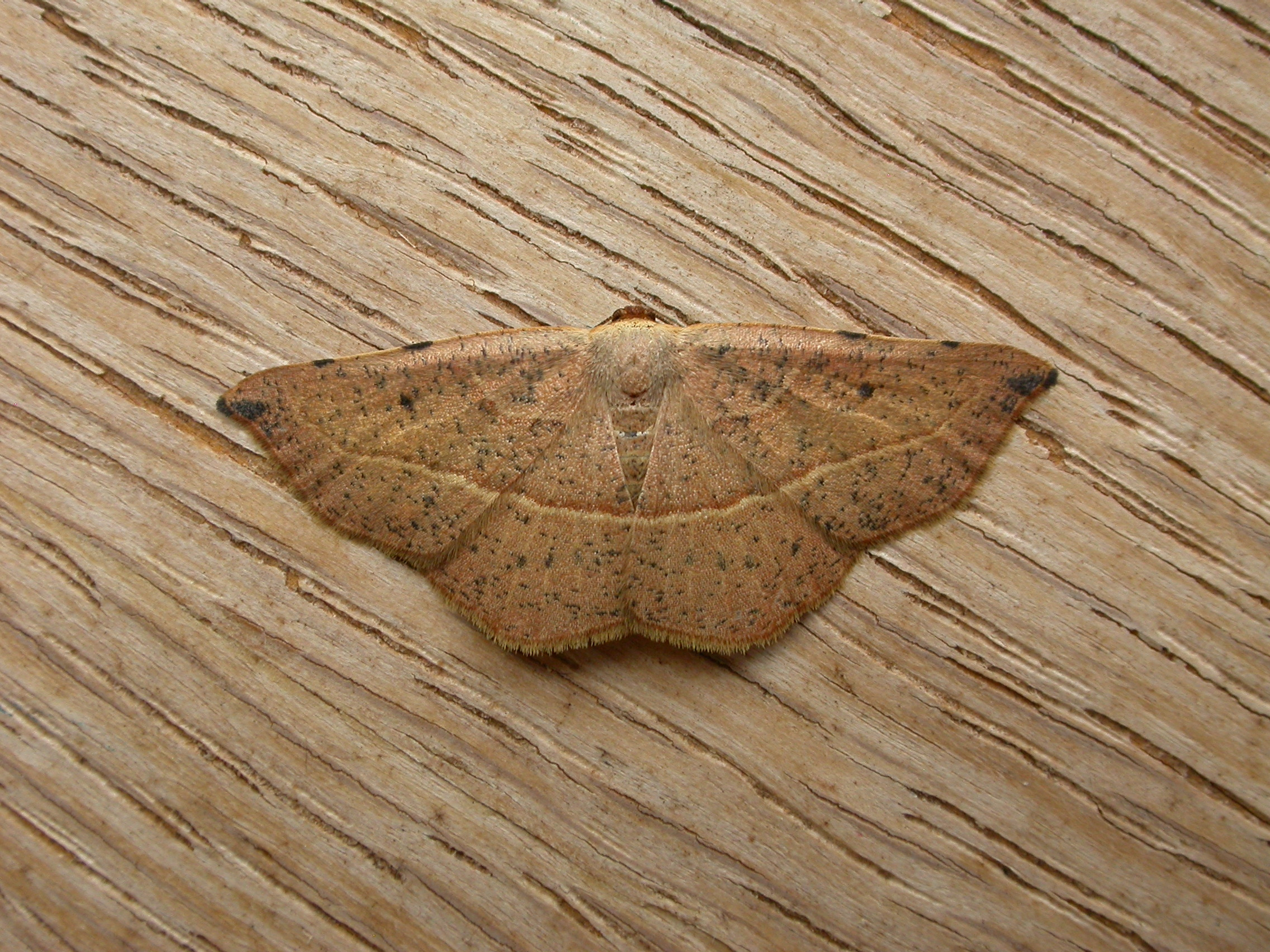